# Saison 2 de Dirt
Cet article présente le guide des épisodes de la deuxième saison de la série télévisée Dirt.

## Épisode 1:Welcome to Normal
- États-Unis : 2 mars 2008 sur FX[1]
- France : 29 janvier 2009 sur Jimmy[2]

## Épisode 2:Dirty Slutty Whores
- États-Unis : 9 mars 2008 sur FX[1]
- France : 29 janvier 2009 sur Jimmy[2]

## Épisode 3:God Bless the Child
- États-Unis : 16 mars 2008 sur FX[1]
- France : 5 février 2009 sur Jimmy[2]

## Épisode 4:Ties That (Don't) Bind
- États-Unis : 23 mars 2008 sur FX[1]
- France : 5 février 2009 sur Jimmy[2]

## Épisode 5:What Is This Thing Called
- États-Unis : 30 mars 2008 sur FX[1]
- France : 12 février 2009 sur Jimmy[2]

## Épisode 6:And the Winner Is
- États-Unis : 6 avril 2008 sur FX[1]
- France : 12 février 2009 sur Jimmy[2]

## Épisode 7:In Lieu of Flowers
- États-Unis : 13 avril 2008 sur FX[1]
- France : 12 février 2009 sur Jimmy[2]